# Kim Behnke
Kim Behnke (født 9. september 1960 i Vejlby ved Aarhus) er en forhenværende dansk politiker. Han var folketingsmedlem fra 1987 til 2001; først for Fremskridtspartiet, så for Frihed 2000, og senest uden for partierne. Han er storebror til sin tidligere partifælle Tom Behnke, der indtil 2015 var folketingsmedlem for Det Konservative Folkeparti.

## Uddannelse
Han fik realeksamen fra Elsted Skole i 1977. Derefter gik han på Aarhus Teknikum på svagstrømsingeniørstudiet i perioden 1979-1984. Sidst gik han på Elektronikteknikerskolen i Aarhus 1984-1985.

## Karriere i og udenfor politik
Han var rejsemontør i 1977-85 og elektronikkonsulent med speciale i industriautomatiseringer og -computere fra 1985.
Han var medlem af bestyrelsen i Ebeltoft Vig Højskole 1981-1982. Amtsformand for FPU i Århus Amt 1977-82, amtssekretær 1982-88 og amtsnæstformand fra 1988. Han var medlem af hovedbestyrelsen i FPU 1978-85, landsformand 1981-82 og organisatorisk næstformand 1982-85. 
Siden var han amtsbestyrelsesmedlem i Fremskridtspartiet i Århus Amt 1977-83.
Han var herefter næstformand i Fremskridtspartiet 1984-88 og medlem af Justitsministeriets Færdselssikkerhedskommission 1988-89. Medlem af repræsentantskabet for DONG 1989-92. Medlem af Folketingets Finansudvalg fra 1987 og formand for Folketingets Udvalg vedrørende et Teknologinævn 1988-94. Han var medlem af bestyrelsen for forsikringsselskabet »Trekroner Liv« fra 1993 og formand for Folketingets Energiudvalg 1994-98. Herefter var han formand for Fremskridtspartiets folketingsgruppe fra 1994-99.
Han var medredaktør af bladet Ungdommens Fremskridt 1984-86 og af bladet Fremskridt i 1987. Han er desuden forfatter til bøgerne FPU's foreningshåndbog, 1982, FPU's skolemødehåndbog, 1987, Privatiseringer – den danske model, 1990 og Samfund uden stat, 1992.
Han var Fremskridtspartiets kandidat i Grenåkredsen fra 1984, fra 1986 tillige i Mariager- og Hammelkredsene, fra 1987 alene i Hammelkredsen og fra 1988 i Hammel- og Grenåkredsene.
Han var folketingsmedlem for Fremskridtspartiet for Århus Amtskreds fra 8. september 1987 til  12. oktober 1999. 12. oktober indtrådte han i medlemsgruppen Frihed 2000. Fra 7. februar 2001 til 20. november 2001 var han medlem uden for partierne. 
Efter sin udtræden af politik blev han ansat i el-branchen. Frem mod september 2014 var han i 12 år ansat i Energinet.dk som chef for miljø, forskning og udvikling. 
I april 2015 tiltræder han en stilling som vicedirektør i Dansk Fjernvarme.
Han er Ridder af Dannebrog.